# Zlá krev (film, 1986)
Zlá krev (v originále Mauvais Sang) je francouzský hraný film z roku 1986, který režíroval Léos Carax podle vlastního scénáře. Snímek měl světovou premiéru dne 26. listopadu 1986.

## Děj
Dva staří gangsteři Marc a Hans musí splatit dluh lichváři zvanému Američan. Plánují proto ukrást z laboratoře vakcínu proti nové nemoci zvané STBO. Po smrti Jeana, který jim měl pomoct, se obrátí na jeho syna Alexe. Alex souhlasí s připojením k týmu.
Krádež virové kultury se však pokazí. Kvůli zradě je Alex přistižen při činu. Podaří se mu uniknout a připojí se k Marcovi a Hansovi. Pomocníci Američana ho ale střelí do břicha a zabaví mu kořist. Alexovi se podaří na chvíli skrýt zranění a tým odjíždí na letiště, které je dopraví do Švýcarska.

## Obsazení
| Michel Piccoli      | Marc        |
| Juliette Binocheová | Anna        |
| Denis Lavant        | Alex        |
| Hans Meyer          | Hans        |
| Julie Delpy         | Lise        |
| Carroll Brooks      | Američan    |
| Hugo Pratt          | Boris       |
| Mireille Perrier    | matka Alexe |
| Serge Reggiani      | Charlie     |
| Jérôme Zucca        | Thomas      |
| Leos Carax          | voyeur      |